# Radio Warszawa

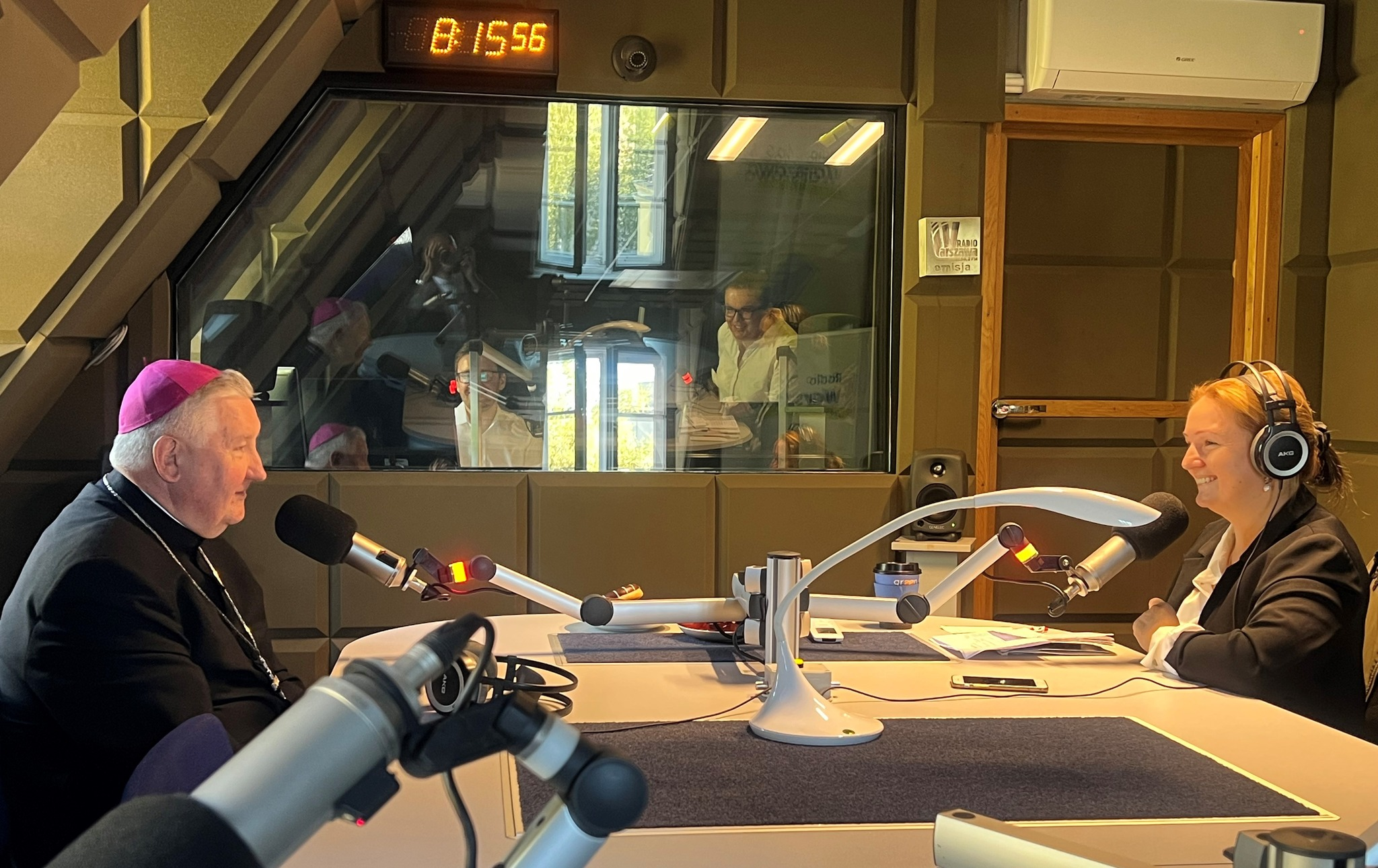
Biskup diecezji warszawsko-praskiej Romuald Kamiński gościem Poranka Radia Warszawa. Prowadzi red. Ewa Pietrzak

Radio Warszawa 106.2 FM – katolicka stacja radiowa w Warszawie, należąca do Diecezji Warszawsko-Praskiej Kościoła Katolickiego. Jedna z najstarszych rozgłośni katolickich w Polsce.
Siedziba radia znajduje się przy ul. Floriańskiej 3 w Warszawie.
Radio Warszawa nadaje na częstotliwości 106.2 FM. Obszar nadawania obejmuje stolicę i okolice w promieniu 80 km. Prezentuje audycje publicystyczne, religijne, kulturalne, muzyczne, informacyjne i edukacyjne.
Nadawane audycie to m.in.: Salon dziennikarski, Ewangeliarz, Księga, Wychowywać – ale jak?, Złością czy miłością? Wolna chata, Wywiad z Człowiekiem. Radio Warszawa wchodzi w skład Forum Niezależnych Rozgłośni Katolickich.

## Historia
Stacja została utworzona w archidiecezji warszawskiej w 1991 roku, a emisję rozpoczęła w tym samym roku, 1 października. Po utworzeniu diecezji warszawsko-praskiej stało się radiem tej diecezji. Siedzibą radia była Parafia Matki Bożej Dobrej Rady w Miedzeszynie. Twórcą i dyrektorem radia był ks. Tadeusz Łakomiec. W 1996 roku Katolickie Radio Warszawa zostało decyzją biskupa Kazimierza Romaniuka przekształcone w Radio Warszawa PRAGA i przeniesione do kurii biskupiej diecezji warszawsko-praskiej. Pod koniec roku 2006 stacja wróciła do pierwotnej nazwy – Radio Warszawa.

## Dyrektorzy
- od początku 1995 do października 2008 – ks. Maciej Chibowski
- od października 2008 do marca 2009 – ks. Piotr Bury
- od marca 2009 – do marca 2019 – ks. Grzegorz Walkiewicz[5]
- od kwietnia 2019 ks. dr Mariusz Wedziuk